# Pinot blanc
Pinot blanc é uma casta de uva branca da família da Vitis vinifera.